# ФК Малакија
ФК Малакија (енгл. Malakia Football Club) је фудбалски клуб из Јужног Судана из главног града Џубе. Своје утакмице игра на градском стадиону, на коме своје наступе има и фудбалска репрезентација. Највећи успех клуб је постигао 2009. године насупивши у полуфиналу Купа Судана.

## Историја
Године 2009. Малакија је стигла до полуфинала купа Судана, што је био највећи успех неког јужносуданског клуба у том такмичењу. У том мечу клуб је играо против ФК Ал Мерејха, једног од најуспешнијих у Судану. Због велике борбености и изузетног гостопримства председник клуба Ал Мерејха донирао је Малакији 10 милиона суданских фунти и сав приход од продатих улазница. У сезони 2010/11. Малакија је наступала у Првој лиги Џуба.